# Zatrephes variegata
Zatrephes variegata là một loài bướm đêm thuộc phân họ Arctiinae, họ Erebidae.